# Cyphostemma mildbraedii
Cyphostemma mildbraedii är en vinväxtart som först beskrevs av Gilg & Brandt, och fick sitt nu gällande namn av Descoings och Wild & R. B. Drumm.. Cyphostemma mildbraedii ingår i släktet Cyphostemma och familjen vinväxter. Inga underarter finns listade i Catalogue of Life.